# Sonata per a violoncel núm. 2 (Enescu)
La Sonata per a violoncel núm. 2 en do major, op. 26 núm. 2, és una sonata per a violoncel i piano del compositor romanès George Enescu, escrita el 1935. Una actuació dura uns 30 minuts. La sonata està dedicada a Pau Casals i va ser estrenada a l’École Normale de Musique de París el 4 de març de 1936, pel violoncel·lista Diran Alexanian amb Enescu al piano.

## Història
Enescu va començar a compondre la seva Segona Sonata per a violoncel a Tescani, probablement el juny de 1935, i la va acabar el novembre següent. El primer i el segon moviment es van completar a Bucarest el 8 d'agost i el 12 de setembre, respectivament. El tercer i quart moviment es van completar a Viena, el 27 de setembre i el 30 de novembre.
L'opus número 26, que Enescu va assignar a aquesta obra, és cronològicament adequat en relació amb la Tercera Sonata per a violí anterior, Op. 25 i la següent Tercera suite per a orquestra, op. 27. El que és estrany és que va escollir incloure-hi la molt anterior Sonata en fa menor (1898), escrita abans de la Segona Sonata per a violí, op. 6, publicant les dues sonates per a violoncel com a parella: op. 26, núm. 1 i 2.

## Anàlisi
La sonata per a violoncel és en quatre moviments
- Allegro moderato ed amabile
- Allegro agitato, non troppo mosso
- Andantino cantabile, senza lentezza
- Final a la roumaine, Allegro sciolto

Tot i que l'esquema general de l’obra segueix el model clàssic d’una sonata de quatre moviments, el treball d’Enescu de les estructures internes dels moviments no és fàcil d’adaptar als esquemes convencionals. Una certa mobilitat en la transformació del material musical arriba a solucions similars a les de l’època clàssica, però interpretades i alterades segons el gust personal del compositor.
El primer moviment és relativament poc problemàtic, en forma sonata-allegro. El primer tema és expansiu i es divideix en dues grans parts, amb el piano i el violoncel en una relació generalment heterofònica. La seva estructura es complica en afirmar-la dues vegades, separada per un passatge de desenvolupament a la segona part del tema. El tema secundari, més aviat schumannesc, s’assigna principalment al piano, amb ocasionals interjeccions de pizzicato per violoncel. El desenvolupament és força convencional, però la recapitulació és inusualment concisa i va seguida d’una llarga coda.
L'estructura del segon moviment és molt més problemàtica. Mentre un analista ho veu com un scherzo ternari una mica desdibuixat, un altre aposta per "una nova estructura original, que superposa una forma de sonata -amb exposició, desenvolupament i recapitulació- als principis de la fuga", citat a Bentoiu, mentre que un altre hi veu gairebé un exemple de llibre de text d'un scherzo ABA, tot i que inclou el retorn cíclic de gairebé tot el tema principal del primer moviment.
El tercer moviment lent es pot veure com un tema i variacions o, alternativament, com una forma de sonata onírica. El ritme de tot el moviment és a l'estil "parlando - rubato" característic de la música popular romanesa.
De vegades es diu que el final és un rondó, en altres ocasions una sonata-rondó, mentre que Pascal Bentoiu sosté que "conté tots els elements per qualificar sense dubtar una forma de sonata".

## Discografia
Llistats cronològicament per data de gravació.
- George Enescu: Compozitor și interpret / Composer & Performer . Inclou Op. 26, núm. 2, Theodor Lupu, violoncel; George Enescu, piano. Gravat per a la ràdio romanesa, 1943. Gravació de CD, 2 discos: digital, 4¾ in., monoaural. Bucarest: Corporació de Radiodifusió de Romania, 2005.
- George Enescu: Impressions d'enfance, pour violin et piano, op. 28; Sonate núm. 2 en ut majeur pour piano et violoncelle, op. 26. Stefan Gheorghiu, violí; Valentin Gheorghiu, piano (Op. 28); Ion Fotino, violoncel; Maria Fotino, piano (Op. 26). Enregistrament LP, 1 disc: 12 a, 33⅓ rpm, monoaural. Electrecord ECE 076. Bucarest: Electrecord, 1961.
- George Enescu: Sonata nr. 2 pentru pian și vioară in fa minor, op. 6; Sonata nr. 2 pentru pian și violoncel in Do major, op. 26, núm. 2. Varujan Cozighian, violí; Valentin Gheorghiu, piano (Op. 6); Alexandra Guțu, violoncel; Elena Cosma, piano (Op. 26). Enregistrament LP, 1 disc: 12 a, 33⅓ rpm, estèreo. Electrecord ST-ECE 01804. Bucarest: Electrecord, 1981.
- Obres de Debussy, Enescu, Janácek i Kodály. Enescu: Sonata per a violoncel núm. 2 en Do major Op. 26 núm. 2; Anssi Karttunen, violoncel; Tuija Hakkila, piano. CD de Finlandia Records (Warner), 1990.
- George Enescu: Sonate für Klavier fis-moll op. 24/1; Sonate für Klavier und Violoncello op. 26/2; Rapsodia Romina für Klavier, op. 11/1. Lory Wallfisch, piano; Julien Musafia, piano (Op. 11, núm. 1); Julius Berger, violoncel (Op. 26, núm. 2). Enregistrat. 25-27 d'octubre de 1993, al Konzerthaus, Kronberg / Taunus. Gravació de CD, 1 disc: digital, 4¾ in., estèreo. EBS 6043. Bietigheim-Bissingen: EBS Records, 1995.
- George Enescu: Sonates per a violoncel, op. 26, núm. 1 i 2 . Gerhard Zank, violoncel; Donald Sulzen, piano. Enregistrat els dies 8, 11, 12 de juny de 1997 a Bürgerhaus Pullach. Gravació de CD, 1 disc: digital, 4¾ in., estèreo. [Sl ]: Arte Nova Classics, 1997.
- George Enescu: 2 sonates per a violoncel i piano; Nocturn i Saltarello. Viviane Spanoghe, violoncel; André De Groote, piano. Gravació de CD, 1 disc: digital, 4¾ in., estèreo. Talent DOM 2910 79, Anvers: Classic Talent, 2002.
- Kodály, Martinů, Enescu, Janáček. Edda Erlendsdottir, piano; Bryndis Halla Gylfadottir, violoncel. Gravació de CD, 1 disc: digital, 4¾ in., estèreo. Erma 200.006 [? 5637285413]. [Islàndia]: [Sn], 2005.
- George Enescu: Sonates per a violoncel. Laura Buruiana, violoncel; Martin Tchiba, piano. Enregistrat del 26 al 29 d'agost de 2007, Muziekcentrum Frits Philips, Eindhoven, Països Baixos. Gravació de CD, 1 disc: digital, 4¾ in., estèreo. Naxos 8570582. [Hong Kong]: Naxos, 2008.
- Enescu: Obres completes per a violoncel i piano. Valentin Radutiu, violoncel; Per Rundberg, piano. Gravació de CD, 1 disc: digital, 4¾ in., estèreo. Hänssler Classic 98021. 2013.